# Unterm Wolkenhimmel
Unterm Wolkenhimmel (jap. 曇天に笑う, Donten ni Warau) ist eine Manga-Serie von Kemuri Karakara, die von 2011 bis 2014 in Japan erschien. Sie wurde in mehrere Sprachen übersetzt, in weiteren Serien fortgesetzt sowie als Anime und Theaterstück adaptiert.

## Inhalt
In der Meiji-Restauration wird das Tragen von Schwertern verboten und die Feudalgesellschaft in Japan abgeschafft. Doch viele der früheren Samurai wollen sich nicht damit abfinden und werden Verbrecher. Um der steigenden Kriminalität Herr zu werden, errichtet die Regierung inmitten des Biwa-Sees ein neues Gefängnis, das ausbruchssicher sein soll. Die Kumō-Brüder werden die Fährschiffer des Gefängnisses, das nur mit dem Boot erreichbar ist. Doch heimlich sind sie auch damit betraut, entkommene Sträflinge zu fangen. Der älteste der drei, Tenka, geht stets allein, um seine jugendlichen Brüder zu schützen. Doch eines Tages ist dies dem 16-jährigen Soramaru zu viel und er zieht heimlich gemeinsam mit dem jüngsten Chūtarō los, um einen Entlaufenen zu fangen. Sie vertrauen auf ihre Fähigkeiten, die sie im täglichen Training erworben haben. Dennoch geraten die beiden in Schwierigkeiten und werden von ihrem Hausverwalter Shirasu Kinjō gerettet.

## Veröffentlichungen
Der Manga erschien in Japan von März 2011 bis Juli 2014 im Magazin Comic Avarus im Verlag Mag Garden. Der brachte die Kapitel auch in sechs Sammelbänden heraus. Eine deutsche Übersetzung erschien von Juni 2014 bis April 2015 unter dem Titel Unterm Wolkenhimmel bei Kazé Deutschland. Eine polnische Fassung erschien bei Waneko und eine chinesische bei Tong Li Publishin.
Als Donten ni Warau Gaiden erschien von Dezember 2013 bis Februar 2017 eine Fortsetzung im Magazin Comic Beat’s. Dere Kapitel brachte Mag Garden auch in drei Bänden heraus, die sich in Japan über 36.000 Mal verkauften.
Mit Rengoku ni Warau erschien von Dezember 2013 bis Mai 2022 ein weiterer Ableger zur Serie, der 300 Jahr vorher spielt. Die Serie erschien im Comic Garden sowie in 14 Sammelbänden. Eine deutsche Übersetzung wurde von Oktober 2018 bis April 2023 als Kinder des Fegefeuers bei Kazé mit allen 14 Bänden herausgegeben.

## Anime-Adaptionen
Unter der Regie von Hiroshi Haraguchi entstand 2014 eine 12-teilige Adaption des Manga als Anime-Serie für das japanische Fernsehen. Das Drehbuch für die Produktion von Studio Doga Kobo schrieb Yūya Takahashi. Das Charakterdesign stammt von Takao Maki und die künstlerische Leitung lag bei Yuki Ikenoue. Die Serie wurde vom 3. Oktober bis 20. Dezember 2014 von Nippon TV ausgestrahlt. Eine englische Synchronfassung erschien bei Funimation Entertainment und untertitelte Versionen wurden per Streaming von den Plattformen Crunchyroll und Viewster veröffentlicht, darunter in Deutsch und Englisch.
Am 2. Dezember 2017 kam in Japan der Film Donten ni Warau Gaiden: Ketsubetsu, Yamainu no Chikai (曇天に笑う外伝 ～決別、犲の誓い～) heraus. die 60 Minuten lange Produktion von Wit Studio entstand unter der Regie von Tetsuya Wakano. Am 9. Juni 2018 folgte Donten ni Warau Gaiden: Shukumei, Sōtō no Fūma (曇天に笑う<外伝> – ～宿命、双頭の風魔～), der vom gleichen Team produziert wurde. Am 1. September 2018 folgte der dritte und letzte Teil der Gaiden-Filmreihe mit dem Titel Donten ni Warau Gaiden: Ōka, Tenbō no Kakyū (曇天に笑う＜外伝＞ ～桜華、天望の架橋～).
Die drei Filme sollen am 12. Juli 2019 in einer Komplettbox auf Deutsch bei Universum Anime erscheinen.

### Synchronisation
| Rolle         | Japanische Stimme | Deutsche Stimme (Filme) |
| ------------- | ----------------- | ----------------------- |
| Tenka Kumō    | Yūichi Nakamura   | Benedikt Gutjan         |
| Soramaru Kumō | Yuuki Kaji        | Felix Mayer             |
| Chūtarō Kumō  | Tsubasa Yonaga    |                         |
| Shirasu Kinjō | Takahiro Sakurai  |                         |
| Botan         | Rina Satō         |                         |
| Abe no Hirari | Kenichi Suzumura  |                         |
| Nishiki       | Mamiko Noto       |                         |

### Musik
Die Musik der Serie komponierte Shuichiro Fukuhiro. Die Vorspannlieder sind Biran no Kaze (毘藍ノ風) und Ruten no Yō (流転ノ陽), beide von Ryūji Aoki. Der Abspanntitel ist Attitude to Life von Galneryus.

## Weitere Adaption
Ein auf dem Manga Rengoku ni Warau basierendes Stück wurde vom 24. August bis 3. September 2017 in der Morinomiya Piloti Hall in Osaka gezeigt. Regisseur und Autor war Daisuke Nishida.

## Rezeption
Die deutsche Zeitschrift Animania lobt die Wahl des „reizvollen Setting“s der meiji-Zeit, das mit Monstern, shintoistischer Mythologie und Hintergrundgeschichten angereichert wird, die weit in die japanische Geschichte zurück reichen. Zu dem flotten Erzähltempo  komme eine glaubwürdige Charakterentwicklung, in der sich einzelne Figuren nicht zu schnell entwickeln. Die Zeichnungen böten einen aufwändigen, ausdrucksvollen Shōjo-Stil mit „abwechslungsreichen Charakter- und Kostümdesigns“, dynamischen, abwechslungsreichen Seitenaufbau und detaillierte Naturansichten.